# Procellaria
Le procellarie (Procellaria Linnaeus, 1758) sono un genere di uccelli dell'ordine dei Procellariiformes

## Descrizione

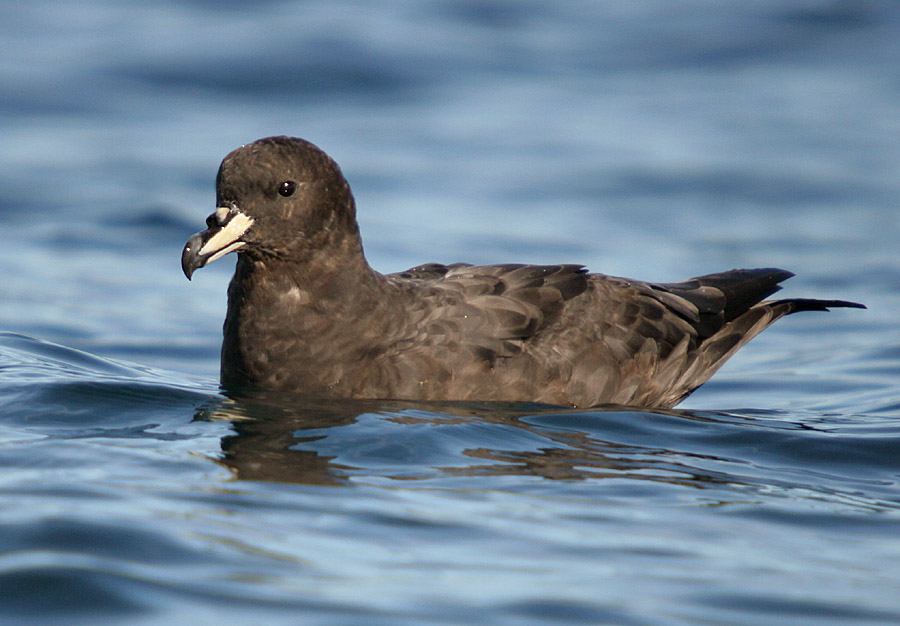
Procellaria westlandica

Sono uccelli grandi, di colore nero e bianco, che volano sfiorando le onde e nidificano sulle scogliere.
Hanno grandi ali e sono degli uccelli pelagici al di fuori della stagione della riproduzione. Essi usano una tecnica di volo che li porta a muoversi attraverso la cresta di due onde facendo così il minimo sforzo nella fase di volo attivo. Le procellarie visitano il nido soltanto per nutrire i loro piccoli che sono sempre in nidiate di un solo esemplare alla volta.
La procellaria si nutre di pesce e per questo segue le imbarcazioni da pesca per cibarsi degli scarti della lavorazione del pesce.

## Specie
Esistono cinque differenti specie di questo uccello che si trovano più facilmente nelle acque temperate degli oceani dell'emisfero meridionale:
- Procellaria cinerea
- Procellaria aequinoctialis
- Procellaria conspicillata
- Procellaria parkinsoni
- Procellaria westlandica

Ne esisteva anche una specie preistorica venuta alla luce sotto forma di fossile.